# Joice Zau
Joisa Isabel Zau, de nome artístico Joice Zau (Cabinda, 19 de janeiro de 1997), é uma engenheira, poetisa, slammer e activista social angolana. É formada em engenharia pela Electromecânica pela Universidade Jean Piaget de Angola e também estudante de Línguas e Literatura portuguesa.

## Vida pessoal e início da carreira
Nasceu em Belize, no norte da província de Cabinda, é a segunda filha de 6 irmãos.
Sua carreira artística como poeta e slammer começa no ano de 2018 quando muda-se para Luanda. Também em 2018, começou a escrever poesia, ganhando visibilidade em 2022, com o poema "Em 2022 vão gostar", inspirado na campanha de oposição ao Presidente João Lourenço "JLo Em 2022 vais gostar".

## Premiações e Participações
- Slam São Paulo Vice - Campeã (medalha de prata)[carece de fontes?]
- Campeã do Campeonato nacional Brasileiro de poesia falada onde ganhou uma medalha de ouro.[3]
- Primeira Angolana a participar no campeonato Mundial de poesia falada em Bruxelas, na Bélgica,  tendo ganhado uma medalha de bronze.[4]
- Foi premiada como activista artística africana do ano nos prêmios Africans Rising Activism Awards.[5]